# Croton ignifex
Espèce
Croton ignifex est une espèce de plantes à fleurs du genre Croton et de la famille des Euphorbiaceae présente au Viêt Nam.